# Markus Huber (Biologe)
Markus Huber (* 14. Oktober 1943 in Schaffhausen; † 28. September 2014 ebenda) war ein Schweizer Biologe, Lehrer, Kurator und Naturschützer. 

## Leben und Wirken
Markus Huber war Leiter der naturkundlichen Abteilung des Museums zu Allerheiligen, Schaffhausen, wo er die vogelkundliche Sammlung im Museum Stemmler betreute. In verschiedenen Ehrenämtern vertrat er die Anliegen des Naturschutzes, so im Vorstand der Naturforschenden Gesellschaft Schaffhausen, des Vereins Pro Natura Schaffhausen, der Arbeitsgemeinschaft Kulturlandschaft Randen. Huber war Mitbegründer des Turdus (Vogel- und Naturschutzverein Schaffhausen), Ehrenmitglied des Museumsvereins Schaffhausen und Präsident des Vereins für Geschichte des Bodensees und seiner Umgebung. 

## Schriften
- Die Verkrautung des Hochrheins unter besonderer Berücksichtigung von Ranunculus fluitans Lam. Diplomarbeit, Universität Zürich, 1976, 147 S.
- Arbeitsgemeinschaft Kulturlandschaft Randen (KURA).  In: Mitteilungen der Naturforschenden Gesellschaft, Schaffhausen.  Band 45, 2000, S. 11–24. ISSN 0373-3092.